# Danh sách nước sản xuất nhiều nhất của các loại nông sản
Việc sản xuất (và tiêu thụ) nông sản đa dạng theo vị trí địa lý. Cùng với khí hậu và hệ thực vật tương ứng, kinh tế của một quốc gia cũng ảnh hưởng đến mức độ sản lượng nông nghiệp. Việc sản xuất của một số sản phẩm tập trung cao ở một số quốc gia trong khi một số sản phẩm khác được sản xuất rộng rãi. Sản phẩm được sản xuất rộng rãi hơn thường hay có sự thay đổi về quốc gia đứng đầu.
Các loại nông sản chính có thể được nhóm thành các nhóm gồm thực phẩm, sợi, nhiên liệu, và vật liệu thô.

## Loại nông sản

### Ngũ cốc
Tính đến  năm 2016, theo Tổ chức Lương thực và Nông nghiệp Liên Hợp Quốc, FAOSTAT:
| Ngũ cốc      | Thứ nhất   | Thứ hai    | Thứ ba     | Thứ tư     | Thứ năm  |
| ------------ | ---------- | ---------- | ---------- | ---------- | -------- |
| Đại mạch     | Nga        | Đức        | Pháp       | Ukraina    | Úc       |
| Kiều mạch    | Nga        | Trung Quốc | Ukraina    | Pháp       | Ba Lan   |
| Ngô          | Hoa Kỳ     | Trung Quốc | Brasil     | Argentina  | México   |
| Kê           | Ấn Độ      | Niger      | Trung Quốc | Mali       | Nigeria  |
| Yến mạch     | Nga        | Canada     | Úc         | Ba Lan     | Phần Lan |
| Gạo          | Trung Quốc | Ấn Độ      | Indonesia  | Bangladesh | Việt Nam |
| Lúa mạch đen | Đức        | Nga        | Ba Lan     | Belarus    | Đan Mạch |
| Bo bo        | Hoa Kỳ     | Nigeria    | Sudan      | México     | Ethiopia |
| ×Triticale   | Ba Lan     | Đức        | Bỉ         | Pháp       | Nga      |
| Lúa mì       | Trung Quốc | Ấn Độ      | Nga        | Hoa Kỳ     | Canada   |

### Rau
Tính đến  năm 2016, theo Tổ chức Lương thực và Nông nghiệp Liên Hợp Quốc, FAOSTAT:
| Rau                             | Thứ nhất    | Thứ hai    | Thứ ba      | Thứ tư      | Thứ năm    |
| ------------------------------- | ----------- | ---------- | ----------- | ----------- | ---------- |
| Xà lách và cải ô rô             | Philippines | Ấn Độ      | Trung Quốc  | Tây Ban Nha | Ý          |
| Đậu hạt                         | Ấn Độ       | Canada     | Myanmar     | Trung Quốc  | Nigeria    |
| Hành tây                        | Trung Quốc  | Ấn Độ      | Ai Cập      | Hoa Kỳ      | Iran       |
| Bắp cải và họ bắp cải           | Trung Quốc  | Ấn Độ      | Nga         | Hàn Quốc    | Ukraina    |
| Quả đậu non                     | Trung Quốc  | Indonesia  | Ấn Độ       | Thổ Nhĩ Kỳ  | Thái Lan   |
| Đậu gà                          | Ấn Độ       | Úc         | Myanmar     | Ethiopia    | Thổ Nhĩ Kỳ |
| Legume                          | Ấn Độ       | Ba Lan     | Mozambique  | Anh Quốc    | Pakistan   |
| Bông cải trắng và Bông cải xanh | Trung Quốc  | Hoa Kỳ     | Ấn Độ       | Tây Ban Nha | México     |
| Cà tím                          | Trung Quốc  | Ấn Độ      | Ai Cập      | Thổ Nhĩ Kỳ  | Iran       |
| Khoai tây                       | Trung Quốc  | Ấn Độ      | Nga         | Ukraina     | Hoa Kỳ     |
| Rau chân vịt                    | Trung Quốc  | Hoa Kỳ     | Nhật Bản    | Thổ Nhĩ Kỳ  | Indonesia  |
| Sắn                             | Nigeria     | Thái Lan   | Brasil      | Indonesia   | Ghana      |
| Đậu nành                        | Hoa Kỳ      | Brasil     | Argentina   | Ấn Độ       | Trung Quốc |
| Cà rốt và củ cải turnip         | Trung Quốc  | Uzbekistan | Nga         | Hoa Kỳ      | Ukraina    |
| Dưa chuột                       | Trung Quốc  | Nga        | Thổ Nhĩ Kỳ  | Iran        | Ukraina    |
| Gừng                            | Ấn Độ       | Nigeria    | Trung Quốc  | Indonesia   | Nepal      |
| Bí ngô, bí xanh và quả bầu      | Trung Quốc  | Ấn Độ      | Nga         | Ukraina     | Hoa Kỳ     |
| Cải dầu                         | Canada      | Trung Quốc | Ấn Độ       | Pháp        | Đức        |
| Hồng hoa                        | Nga         | Kazakhstan | México      | Hoa Kỳ      | Thổ Nhĩ Kỳ |
| Khoai                           | Nigeria     | Ghana      | Bờ Biển Ngà | Bénin       | Togo       |
| Mía                             | Brasil      | Ấn Độ      | Trung Quốc  | Thái Lan    | Pakistan   |
| Khoai lang                      | Trung Quốc  | Nigeria    | Tanzania    | Indonesia   | Uganda     |
| Vừng                            | Tanzania    | Myanmar    | Ấn Độ       | Trung Quốc  | Sudan      |
| Đậu bắp                         | Ấn Độ       | Nigeria    | Sudan       | Mali        | Pakistan   |

### Quả
Tính đến  năm 2016, theo Tổ chức Lương thực và Nông nghiệp Liên Hợp Quốc, FAOSTAT:
| Quả                | Thứ nhất    | Thứ hai           | Thứ ba      | Thứ tư     | Thứ năm           |
| ------------------ | ----------- | ----------------- | ----------- | ---------- | ----------------- |
| Quả mơ             | Thổ Nhĩ Kỳ  | Uzbekistan        | Iran        | Algérie    | Ý                 |
| Ô liu              | Tây Ban Nha | Hy Lạp            | Ý           | Thổ Nhĩ Kỳ | Maroc             |
| Lê                 | Trung Quốc  | Argentina         | Hoa Kỳ      | Ý          | Thổ Nhĩ Kỳ        |
| Chuối              | Ấn Độ       | Trung Quốc        | Indonesia   | Brasil     | Ecuador           |
| Xoài, măng cụt, ổi | Ấn Độ       | Trung Quốc        | Thái Lan    | Indonesia  | México            |
| Dừa                | Indonesia   | Philippines       | Ấn Độ       | Brasil     | Sri Lanka         |
| Vả tây             | Thổ Nhĩ Kỳ  | Ai Cập            | Algérie     | Iran       | Maroc             |
| Nho                | Trung Quốc  | Ý                 | Hoa Kỳ      | Pháp       | Tây Ban Nha       |
| Quả cam            | Brasil      | Trung Quốc        | Ấn Độ       | Hoa Kỳ     | México            |
| Đu đủ              | Ấn Độ       | Brasil            | México      | Indonesia  | Cộng hòa Dominica |
| Đào                | Trung Quốc  | Tây Ban Nha       | Ý           | Hoa Kỳ     | Iran              |
| Táo                | Trung Quốc  | Hoa Kỳ            | Ba Lan      | Thổ Nhĩ Kỳ | Ấn Độ             |
| Đức                | Costa Rica  | Brasil            | Philippines | Ấn Độ      | Thái Lan          |
| Lý chua lông       | Đức         | Nga               | Ba Lan      | Ukraina    | Anh Quốc          |
| Chanh vàng         | Ấn Độ       | México            | Argentina   | Trung Quốc | Brasil            |
| Quả mâm xôi        | Nga         | Hoa Kỳ            | Ba Lan      | México     | Serbia            |
| Mận                | Trung Quốc  | România           | Serbia      | Hoa Kỳ     | Thổ Nhĩ Kỳ        |
| Dâu tây            | Trung Quốc  | Hoa Kỳ            | México      | Ai Cập     | Thổ Nhĩ Kỳ        |
| Việt quất xanh     | Hoa Kỳ      | Canada            | México      | Ba Lan     | Đức               |
| Quả kiwi           | Trung Quốc  | Ý                 | New Zealand | Iran       | Chile             |
| Lý chua            | Nga         | Ba Lan            | Ukraina     | Đức        | Anh Quốc          |
| Chà là             | Ai Cập      | Iran              | Ả Rập Xê Út | Algérie    | UAE               |
| Anh đào            | Thổ Nhĩ Kỳ  | Hoa Kỳ            | Iran        | Chile      | Uzbekistan        |
| Quả bơ             | México      | Cộng hòa Dominica | Perú        | Colombia   | Indonesia         |
| Cà chua            | Trung Quốc  | Ấn Độ             | Hoa Kỳ      | Thổ Nhĩ Kỳ | Ai Cập            |
| Mộc qua Kavkaz     | Uzbekistan  | Thổ Nhĩ Kỳ        | Trung Quốc  | Iran       | Maroc             |
| Dưa hấu            | Trung Quốc  | Thổ Nhĩ Kỳ        | Iran        | Brasil     | Uzbekistan        |

### Sữa
Tính đến  năm 2016, theo Tổ chức Lương thực và Nông nghiệp Liên Hợp Quốc, FAOSTAT:
| Sản phẩm     | Thứ nhất   | Thứ hai    | Thứ ba     | Thứ tư   | Thứ năm |
| ------------ | ---------- | ---------- | ---------- | -------- | ------- |
| Sữa (bò)     | Hoa Kỳ     | Ấn Độ      | Trung Quốc | Brasil   | Đức     |
| Sữa (trâu)   | Ấn Độ      | Pakistan   | Trung Quốc | Ai Cập   | Nepal   |
| Sữa (dê)     | Ấn Độ      | Sudan      | Bangladesh | Pakistan | Pháp    |
| Sữa (cừu)    | Trung Quốc | Thổ Nhĩ Kỳ | Hy Lạp     | Syria    | România |
| Sữa (lạc đà) | Somalia    | Kenya      | Mali       | Ethiopia | Niger   |

### Thức uống
Tính đến  năm 2013, theo Tổ chức Lương thực và Nông nghiệp Liên Hợp Quốc, FAOSTAT: Lưu trữ ngày 5 tháng 3 năm 2016 tại Wayback Machine
| Sản phẩm  | Thứ nhất    | Thứ hai  | Thứ ba     | Thứ tư    | Thứ năm  |
| --------- | ----------- | -------- | ---------- | --------- | -------- |
| Sữa       | Ấn Độ       | Hoa Kỳ   | Trung Quốc | Pakistan  | Brasil   |
| Trà       | Trung Quốc  | Ấn Độ    | Kenya      | Sri Lanka | Việt Nam |
| Cà phê    | Brasil      | Việt Nam | Colombia   | Indonesia | Ethiopia |
| Rượu vang | Tây Ban Nha | Ý        | Pháp       | Hoa Kỳ    | Chile    |
| Bia       | Trung Quốc  | Hoa Kỳ   | Brasil     | Nga       | Đức      |

### Thịt
Tính đến  năm 2014, theo Tổ chức Lương thực và Nông nghiệp Liên Hợp Quốc, FAOSTAT:
| Product | Thứ nhất   | Thứ hai | Thứ ba      | Thứ tư      | Thứ năm    |
| ------- | ---------- | ------- | ----------- | ----------- | ---------- |
| Gà      | Brasil     | Hoa Kỳ  | Trung Quốc  | Nga         | México     |
| Bò      | Brasil     | Hoa Kỳ  | Trung Quốc  | Argentina   | Úc         |
| Lợn     | Trung Quốc | Hoa Kỳ  | Đức         | Tây Ban Nha | Việt Nam   |
| Cừu     | Trung Quốc | Úc      | New Zealand | Thổ Nhĩ Kỳ  | Anh Quốc   |
| Dê      | Trung Quốc | Ấn Độ   | Pakistan    | Nigeria     | Bangladesh |
| Gà Tây  | Hoa Kỳ     | Brasil  | Đức         | Pháp        | Ý          |
| Vịt     | Trung Quốc | Pháp    | Malaysia    | Myanmar     | Việt Nam   |

### Hạt cứng
Tính đến  năm 2013, theo Tổ chức Lương thực và Nông nghiệp Liên Hợp Quốc, FAOSTAT: Lưu trữ ngày 5 tháng 12 năm 2014 tại Wayback Machine
| Loại hạt            | Thứ nhất   | Thứ hai  | Thứ ba       |
| ------------------- | ---------- | -------- | ------------ |
| Hạnh nhân           | Hoa Kỳ     | Úc       | Bản mẫu:SPN  |
| Hạt điều            | Việt Nam   | Nigeria  | Ấn Độ        |
| Hạt dẻ              | Trung Quốc | Hàn Quốc | Thổ Nhĩ Kỳ   |
| Hạt phỉ             | Thổ Nhĩ Kỳ | Ý        | Hoa Kỳ       |
| Lạc                 | Trung Quốc | Ấn Độ    | Nigeria      |
| Hạt dẻ cười         | Iran       | Hoa Kỳ   | Thổ Nhĩ Kỳ   |
| Vitellaria paradoxa | Nigeria    | Mali     | Burkina Faso |
| Hạt óc chó          | Trung Quốc | Iran     | Hoa Kỳ       |

### Gia vị
Tính đến  năm 2013, theo Tổ chức Lương thực và Nông nghiệp Liên Hợp Quốc, FAOSTAT: Lưu trữ ngày 5 tháng 12 năm 2014 tại Wayback Machine
| Gia vị     | Thứ nhất   | Thứ hai     |
| ---------- | ---------- | ----------- |
| Hạt tiêu   | Việt Nam   | Ấn Độ       |
| Ớt         | Ấn Độ      | Trung Quốc  |
| Quế        | Indonesia  | Trung Quốc  |
| Đinh hương | Indonesia  | Madagascar  |
| Gừng       | Ấn Độ      | Trung Quốc  |
| Đậu khấu   | Guatemala  | Indonesia   |
| Nghệ tây   | Iran       | Bản mẫu:SPN |
| Vanilla    | Madagascar | Indonesia   |

### Khác
Tính đến  năm 2013, theo Tổ chức Lương thực và Nông nghiệp Liên Hợp Quốc, FAOSTAT: Lưu trữ ngày 5 tháng 12 năm 2014 tại Wayback Machine
| Sản phẩm  | Thứ nhất    | Thứ hai    | Thứ ba    | Thứ tư   | Thứ năm   |
| --------- | ----------- | ---------- | --------- | -------- | --------- |
| Hạt cacao | Bờ Biển Ngà | Ghana      | Indonesia | Nigeria  | Cameroon  |
| Trứng     | Trung Quốc  | Hoa Kỳ     | Ấn Độ     | Nhật Bản | México    |
| Mật ong   | Trung Quốc  | Thổ Nhĩ Kỳ | Argentina | Ukraina  | Nga       |
| Thuốc lá  | Trung Quốc  | Brasil     | Ấn Độ     | Hoa Kỳ   | Indonesia |

## Sản phẩm không phải thực phẩm

### Sợi
Tính đến  năm 2016, theo Tổ chức Lương thực và Nông nghiệp Liên Hợp Quốc, FAOSTAT.
| Sợi               | Thứ nhất    | Thứ hai    | Thứ ba        | Thứ tư        | Thứ năm         |
| ----------------- | ----------- | ---------- | ------------- | ------------- | --------------- |
| Abaca (manila)    | Philippines | Ecuador    | Costa Rica    | Indonesia     | Guinea Xích Đạo |
| Agave fibre       | Colombia    | México     | Nicaragua     | Ecuador       | Philippines     |
| Cotton            | Ấn Độ       | Trung Quốc | Hoa Kỳ        | Pakistan      | Brasil          |
| Flax              | Pháp        | Bỉ         | Belarus       | Nga           | Trung Quốc      |
| Jute              | Ấn Độ       | Bangladesh | Trung Quốc    | Uzbekistan    | Nepal           |
| Kapok (2012 data) | Ấn Độ       | Thái Lan   | none reported | none reported | none reported   |
| Ramie             | Trung Quốc  | Lào        | Philippines   | Brasil        | none reported   |
| Cao su            | Thái Lan    | Indonesia  | Việt Nam      | Ấn Độ         | Trung Quốc      |
| Silk              | Trung Quốc  | Ấn Độ      | Uzbekistan    | Thái Lan      | Iran            |
| Sisal             | Brasil      | Tanzania   | Kenya         | Madagascar    | Trung Quốc      |
| Wool              | Úc          | Trung Quốc | Hoa Kỳ        | New Zealand   | Argentina       |

### Lâm sản
Tính đến  năm 2013, theo Tổ chức Lương thực và Nông nghiệp Liên Hợp Quốc, FAOSTAT:
| Gỗ và lâm sản         | Thứ nhất   | Thứ hai    | Thứ ba   | Thứ tư    | Thứ năm                |
| --------------------- | ---------- | ---------- | -------- | --------- | ---------------------- |
| Wood fuel1            | Ấn Độ      | Trung Quốc | Brasil   | Ethiopia  | Cộng hòa Dân chủ Congo |
| Sawnwood2             | Hoa Kỳ     | Trung Quốc | Canada   | Nga       | Đức                    |
| Wood-based panels3    | Trung Quốc | Nga        | Hoa Kỳ   | Đức       | Brasil                 |
| Paper and Paperboard4 | Trung Quốc | Hoa Kỳ     | Nhật Bản | Đức       | Thụy Điển              |
| Dissolving wood pulp5 | Hoa Kỳ     | Nam Phi    | Canada   | Thụy Điển | Áo                     |

1Wood fuel includes all wood for fuel as firewood, wood pellets, and charcoal

2Sawnwood includes all sawn wood, dimensional lumber

3Wood-based panel includes all plywood, particleboard, fiberboard and veneer sheets

4Paper and Paperboard includes all paper, sanitary paper, and packaging materials 

5Dissolving wood pulp includes cellulose extracted from wood for making synthetic fibres, cellulose plastic materials, lacquers and explosives